# Huabeizaur
Huabeizaur (Huabeisaurus allocotus) – zauropod z rodziny saltazaurów (Saltasauridae).
Żył w okresie późnej kredy (ok. 75 mln lat temu) na terenach Azji. Długość ciała ok. 20 m, wysokość ok. 5 m, masa ok. 30 t. Jego szczątki znaleziono w Chinach (w prowincjach Shanxi i Hebei).